# Paul Chiang
Paul Chiang, né en 1960 à Karachi au Pakistan, est un policier et homme politique canadien d'origine chinoise.
Il est député de la circonscription de Markham—Unionville à la Chambre des communes du Canada de 2021 à 2025 sous la bannière du Parti libéral du Canada.

## Biographie
Né de parents chinois en 1960 à Karachi au Pakistan, Paul Chiang grandit dans ce pays. En 1976, alors adolescent, il déménage de ce pays avec sa famille vers le Canada. Ces grands-parents, venant de la province de Hubei en Chine, s'étaient établis en 1927 en Inde, pays alors sous l'administration coloniale britannique, dans la partie qui allait devenir le Pakistan.
En 1992, il joint le service de police de London en Ontario. Par la suite, il travaille au service de police régional de Durham, et à partir d'avril 1999, au service de police régional de York où il devient sergent et agent de diversité à l'Unité de la diversité et des ressources culturelles. Il se retire en 2020.
L'année suivante, il se présente lors des élections fédérales canadiennes de 2021 comme candidat libéral dans la circonscription de Markham—Unionville. Il obtient l'appui du maire de Markham, Frank Scarpitti. Il remporte l'élection face au député conservateur sortant, Bob Saroya, qui avait remporté l'élection deux ans plus tôt par 5 649 voix de majorité. Il distance ce dernier par 2 999 voix et devient le nouveau député de la circonscription à la Chambre des communes.
Le 3 décembre 2021, il est nommé secrétaire parlementaire du ministre du Logement et de la Diversité et de l'Inclusion, Ahmed Hussen. À la suite du remaniement ministériel du 26 juillet 2023, il passe, le 16 septembre 2023, au poste de secrétaire parlementaire du ministre de l'Immigration, des Réfugiés et de la Citoyenneté, Marc Miller.
Le 1er avril 2025, à la suite d'un déluge de critiques pour avoir suggéré de livrer un rival conservateur aux autorités chinoises, Paul Chiang renonce à se représenter aux élections de 2025.

## Vie privée
Monica Chiang, la femme de Paul Chiang, est aussi de descendance chinoise née au Pakistan, mais de Rawalpindi à l'extrémité opposée du pays. Le couple à trois enfants, un fils et deux filles. Ils parlent l'anglais et le hakka, une langue de Chine centrale, à la maison. Paul Chiang parle également le mandarin, le cantonais, le hubei, l'ourdou, le pendjabi et un peu de le pachto.